# Les Souhaits (La Fontaine)
Pour les articles homonymes, voir Les Souhaits.
Les Souhaits est la cinquième fable du livre VII de Jean de La Fontaine situé dans le second recueil des Fables de La Fontaine, édité pour la première fois en 1678.

## Texte de la fable
IL est au Mogol des Follets

Qui font office de Valets,

Tiennent la maison propre, ont soin de l’équipage,

Et quelquefois du jardinage.

Si vous touchez à leur ouvrage,

Vous gâtez tout. Un d’eux prés du Gange autrefois

Cultivait le jardin d’un assez bon Bourgeois.

Il travaillait sans bruit, avait beaucoup d’adresse,

Aimait le maître et la maîtresse,

Et le jardin surtout. Dieu sait si les Zéphirs

Peuple ami du Démon l’assistaient dans sa tâche !

Le Follet de sa part travaillant sans relâche

Comblait ses hôtes de plaisirs.

Pour plus de marques de son zèle,

Chez ces gens pour toujours il se fût arrêté,

Nonobstant la légèreté

À ses pareils si naturelle ;

Mais ses confrères les Esprits

Firent tant que le chef de cette république,

Par caprice ou par politique,

Le changea bientôt de logis.

Ordre lui vient d’aller au fond de la Norvège

Prendre le soin d’une maison

En tout temps couverte de neige ;

Et d’Indou qu’il était on vous le fait Lapon.

Avant que de partir l’Esprit dit à ses hôtes :

On m’oblige de vous quitter :

Je ne sais pas pour quelles fautes ;

Mais enfin il le faut, je ne puis arrêter

Qu’un temps fort court, un mois, peut-être une semaine.

Employez-la ; formez trois souhaits, car je puis

Rendre trois souhaits accomplis ;

Trois sans plus. Souhaiter, ce n’est pas une peine

Étrange et nouvelle aux humains.

Ceux-ci pour premier vœu demandent l’abondance ;

Et l’abondance à pleines mains,

Verse en leurs coffres la finance,

En leurs greniers le blé, dans leurs caves les vins ;

Tout en crève. Comment ranger cette chevance ?

Quels registres, quels soins, quel temps il leur fallut !

Tous deux sont empêchés si jamais on le fut.

Les voleurs contre eux complotèrent ;

Les grands Seigneurs leur empruntèrent ;

Le Prince les taxa. Voilà les pauvres gens

Malheureux par trop de fortune.

Ôtez-nous de ces biens l’affluence importune,

Dirent-ils l’un et l’autre ; heureux les indigents !

La pauvreté vaut mieux qu’une telle richesse.

Retirez-vous, trésors, fuyez ; et toi, Déesse,

Mère du bon esprit, compagne du repos,

Ô médiocrité, reviens vite. À ces mots

La médiocrité revient ; on lui fait place ;

Avec elle ils rentrent en grâce,

Au bout de deux souhaits étant aussi chanceux

Qu’ils étaient, et que sont tous ceux

Qui souhaitent toujours, et perdent en chimères

Le temps qu’ils feraient mieux de mettre à leurs affaires.

Le Follet en rit avec eux.

Pour profiter de sa largesse,

Quand il voulut partir, et qu’il fut sur le point,

Ils demandèrent la sagesse ;

C’est un trésor qui n’embarrasse point.
— Jean de La Fontaine, Fables de La Fontaine, Les Souhaits, texte établi par Jean-Pierre Collinet, Fables, contes et nouvelles, Gallimard, « Bibliothèque de la Pléiade », 1991, p. 258